# 까일러이
까일러이 시사(베트남어: Thị xã Cai Lậy / 市社該禮)는 베트남 띠엔장성의 티싸(시사)이다.

## 행정 구역
까일러이 시사에는 6개 방(坊)과 10개 사(社)가 있다.

### 방
- 1방 (Phường 1)
- 2방 (Phường 2)
- 3방 (Phường 3)
- 4방 (Phường 4)
- 5방 (Phường 5)
- 니미 (Nhị Mỹ / 蕊美)

### 사
- 롱카인 사 (Long Khánh / 隆慶)
- 미하인동 사 (Mỹ Hạnh Đông / 美行東)
- 미하인쩡 사 (Mỹ Hạnh Trung / 美行中)
- 미프억떠이 사 (Mỹ Phước Tây / 美福西)
- 니꾸이 사 (Nhị Quý / 蕊貴)
- 푸꾸이 사 (Phú Quý / 富貴)
- 떤빈 사 (Tân Bình / 新平)
- 떤호이 사 (Tân Hội / 新會)
- 떤푸 사 (Tân Phú / 新富)
- 타인호아 사 (Thanh Hoà / 淸和)